# سیمون کودرون
سیمون کودرون (به انگلیسی: Caudron_Simoun) یک هواگرد ملخ‌پیشین تک‌موتوره است. هواگرد سیمون کودرون نخستین پروازش را در ۱۹۳۴ میلادی انجام داد. این هواگرد در سال ۱۹۳۵ میلادی رسماً معرفی گردید و در سال‌های 1930s تولید شده‌است.
طراح این هواگرد، Marcel Riffard بود.